# Chester Moore Hall
Chester Moore Hall (también escrito a veces como Chester Moor Hall y como Chester More Hall) (9 de diciembre de 1703, Leigh, Essex, Inglaterra–17 de marzo de 1771, Sutton, Surrey) fue un abogado e inventor británico. Ideó la lente acromática, fabricando el primer telescopio libre de aberración cromática.

## Vida y obra
Hall vivió en New Hall, Sutton. En 1729 dio con una combinación de lentes (una de vidrio flint y otra de vidrio crown) capaz de evitar el problema de la aberración cromática. En 1733 construyó una serie de telescopios con apertura de 2.5" (6.5 cm) y distancia focal de 20" (50 cm).
Óptico aficionado y Barrister" (abogado), Hall intentó mantener su descubrimiento de las lentes acromáticas en secreto, encargando las dos lentes del objetivo acromático a fabricantes distintos, pero una serie de casualidades (véase lente acromática) hicieron que hacia 1750 la idea de Hall llegase a oídos del fabricante de telescopios John Dollond, quién comprendió su potencial y fue capaz de reproducir su diseño. Dollond obtuvo una patente de la tecnología en 1758.
En 1766 Hall (quien no estaba especialmente interesado en asuntos de prioridad intelectual) fue reconocido como el inventor de la lente acromática, a pesar de que John Dollond había recibido la Medalla Copley de la Royal Society en 1758 por esta invención.